# Fröhlich Kristóf
Fröhlich Kristóf (Kaposvár, 1997. január 26. –) magyar színész.

## Életpályája
Kaposváron nőtt fel. Édesapja matematika-fizika tanár, édesanyja védőnő. Gyermekként szerepelt a Csiky Gergely Színház néhány darabjában. Érettségi után egy évig a Pécsi Tudományegyetemen magyar szakos bölcsészhallgató volt. 2016–2021 között a Színház- és Filmművészeti Egyetem hallgatója volt színművész szakon, Pelsőczy Réka és Rába Roland osztályában. 2021-től a budaörsi Latinovits Színház tagja.

## Színházi szerepeiből
- Pierre-Augustin Caron de Beaumarchais: Figaro házassága (2020) ...Basil, a grófné zenetanára
- David Eldridge: Születésnap (2020) ...Lars
- Pallai Mara – Tengely Gábor: Alíz! (2020) ...Aurél, PR / Béka / Tvidlidú
- Hubert Selby Jr.: Rekviem egy álomért (2021) ...Harry Goldfarb
- Székely Csaba: Öröm és boldogság (2021) ...Dénes
- William Shakespeare: Szentivánéji álom (2021) ...Lysander
- Erich Kästner: Emil és a detektívek (2021) ...Professzor
- Thomas Vinterberg – Tobias Lindholm: Vadászat (2022) ...Rune, a vadászegylet tagja
- Véber Anikó: Az osztály vesztese (2022)
- Varsányi Anna: Az eprésző kislány (2022) ...Csongor
- Heinrich Böll – Bereményi Géza: Katharina Blum elvesztett tisztessége (2022) ...Ludwig Götten, keresett bandita, Kommandós
- Németh Nikolett - Szőts Orsi: Vacok (2023)
- Molnár Ferenc: Liliom (2023)
- Bertolt Brecht - Paul Dessau: Kurázsi is gyerekei (2023) ...A szakács
- Lionel Shriver: Beszélnünk kell Kevinről (2023) ...Kevin
- Ivan Viripajev: Részegek (2024)
- Ödön von Horváth: Kasimir és Karoline (2024) ...Kasimir
- Tennessee Williams: A vágy villamosa (2024) ...Steve
- William Shakespeare: h.mt.t (2024) ...Hamlet

## Filmes és televíziós szerepei
- A tanár (2021) ...Magor
- Az énekesnő (2022) ...Jani
- A besúgó (2022) ...Kollégista
- Nyugati nyaralás (2022) ...Segéd
- Ki vagy te (2022–2023) ...Kolos
- Szelfi Egyetem (2023) ...Ábel
- …a szomszéd tehene (2024) ...bulizós srác
- Hunyadi (2025) ...Jakub

## Díjai, elismerései
- Máthé Erzsi Alapítvány-díj (2021)